# Úszás az 1968. évi nyári olimpiai játékokon
Az 1968. évi nyári olimpiai játékok úszóversenyein huszonkilenc versenyszámban avattak olimpiai bajnokot. Az előző, tokiói olimpiához képest jelentősen növelték a versenyszámok számát.

## Éremtáblázat
(A táblázatokban a rendező ország csapata eltérő háttérszínnel, az egyes számoszlopok legmagasabb értéke, vagy értékei vastagítással kiemelve.)
| Az 1968. évi nyári olimpiai játékok éremtáblázata úszásban | Az 1968. évi nyári olimpiai játékok éremtáblázata úszásban | Az 1968. évi nyári olimpiai játékok éremtáblázata úszásban | Az 1968. évi nyári olimpiai játékok éremtáblázata úszásban | Az 1968. évi nyári olimpiai játékok éremtáblázata úszásban | Olimpia  |
| ---------------------------------------------------------- | ---------------------------------------------------------- | ---------------------------------------------------------- | ---------------------------------------------------------- | ---------------------------------------------------------- | -------- |
|                                                            | Ország                                                     | Arany                                                      | Ezüst                                                      | Bronz                                                      | Összesen |
| 1.                                                         | Egyesült Államok (USA)                                     | 21                                                         | 15                                                         | 16                                                         | 52       |
| 2.                                                         | Ausztrália (AUS)                                           | 3                                                          | 2                                                          | 3                                                          | 8        |
| 3.                                                         | NDK (GDR)                                                  | 2                                                          | 3                                                          | 1                                                          | 6        |
| 4.                                                         | Jugoszlávia (YUG)                                          | 1                                                          | 1                                                          | 0                                                          | 2        |
| 5.                                                         | Mexikó (MEX)                                               | 1                                                          | 0                                                          | 1                                                          | 2        |
| 6.                                                         | Hollandia (NED)                                            | 1                                                          | 0                                                          | 0                                                          | 1        |
|                                                            |                                                            |                                                            |                                                            |                                                            |          |
| 7.                                                         | Szovjetunió (URS)                                          | 0                                                          | 4                                                          | 4                                                          | 8        |
| 8.                                                         | Kanada (CAN)                                               | 0                                                          | 3                                                          | 1                                                          | 4        |
| 9.                                                         | Nagy-Britannia (GBR)                                       | 0                                                          | 1                                                          | 0                                                          | 1        |
|                                                            |                                                            |                                                            |                                                            |                                                            |          |
| 10.                                                        | NSZK (FRG)                                                 | 0                                                          | 0                                                          | 2                                                          | 2        |
| 11.                                                        | Franciaország (FRA)                                        | 0                                                          | 0                                                          | 1                                                          | 1        |
|                                                            |                                                            |                                                            |                                                            |                                                            |          |
| Összesen                                                   | Összesen                                                   | 29                                                         | 29                                                         | 29                                                         | 87       |

## Férfi
Férfi úszásban tizenöt – tizenkét egyéni és három váltó – versenyszámot írtak ki.

### Éremtáblázat
| Az 1968. évi nyári olimpiai játékok éremtáblázata férfi úszásban | Az 1968. évi nyári olimpiai játékok éremtáblázata férfi úszásban | Az 1968. évi nyári olimpiai játékok éremtáblázata férfi úszásban | Az 1968. évi nyári olimpiai játékok éremtáblázata férfi úszásban | Az 1968. évi nyári olimpiai játékok éremtáblázata férfi úszásban | Olimpia  |
| ---------------------------------------------------------------- | ---------------------------------------------------------------- | ---------------------------------------------------------------- | ---------------------------------------------------------------- | ---------------------------------------------------------------- | -------- |
|                                                                  | Ország                                                           | Arany                                                            | Ezüst                                                            | Bronz                                                            | Összesen |
| 1.                                                               | Egyesült Államok (USA)                                           | 10                                                               | 8                                                                | 8                                                                | 26       |
| 2.                                                               | Ausztrália (AUS)                                                 | 2                                                                | 1                                                                | 2                                                                | 5        |
| 3.                                                               | NDK (GDR)                                                        | 2                                                                | 1                                                                | 0                                                                | 3        |
| 4.                                                               | Mexikó (MEX)                                                     | 1                                                                | 0                                                                | 0                                                                | 1        |
|                                                                  |                                                                  |                                                                  |                                                                  |                                                                  |          |
| 5.                                                               | Szovjetunió (URS)                                                | 0                                                                | 3                                                                | 3                                                                | 6        |
| 6.                                                               | Kanada (CAN)                                                     | 0                                                                | 1                                                                | 0                                                                | 1        |
| 6.                                                               | Nagy-Britannia (GBR)                                             | 0                                                                | 1                                                                | 0                                                                | 1        |
|                                                                  |                                                                  |                                                                  |                                                                  |                                                                  |          |
| 8.                                                               | Franciaország (FRA)                                              | 0                                                                | 0                                                                | 1                                                                | 1        |
| 8.                                                               | NSZK (FRG)                                                       | 0                                                                | 0                                                                | 1                                                                | 1        |
|                                                                  |                                                                  |                                                                  |                                                                  |                                                                  |          |
| Összesen                                                         | Összesen                                                         | 15                                                               | 15                                                               | 15                                                               | 45       |

### Ranglista
Az 1964. évi olimpia egyéni úszóbajnokai közül bajnoki címét senkinek nem sikerült megvédenie. A váltószámokban az Egyesült Államok mindhárom bajnoki címét megvédte. Az 1968. évi olimpián férfi úszásban a következők nyertek egynél több érmet (zárójelben az egyéni+váltószámokban nyert érmek száma):
| Az 1968. évi nyári olimpiai játékokon egynél több érmet nyert férfi úszók |                                           |         |         |         |          |
|                                                                           | Sportoló                                  | Arany   | Ezüst   | Bronz   | Összesen |
| 1.                                                                        | Charles Hickcox · Egyesült Államok (USA)  | 3 (2+1) | 1 (1+0) | 0       | 4 (3+1)  |
| 2.                                                                        | Mark Spitz · Egyesült Államok (USA)       | 2 (0+2) | 1 (1+0) | 1 (1+0) | 4 (2+2)  |
| 3.                                                                        | Michael Wenden · Ausztrália (AUS)         | 2 (2+0) | 1 (0+1) | 1 (0+1) | 4 (2+2)  |
| 4.                                                                        | Kenneth Walsh · Egyesült Államok (USA)    | 2 (0+2) | 1 (1+0) | 0       | 3 (1+2)  |
| 4.                                                                        | Roland Matthes · NDK (GDR)                | 2 (2+0) | 1 (0+1) | 0       | 3 (2+1)  |
| 6.                                                                        | Douglas Russell · Egyesült Államok (USA)  | 2 (1+1) | 0       | 0       | 2 (1+1)  |
| 6.                                                                        | Stephen Rerych · Egyesült Államok (USA)   | 2 (2+0) | 0       | 0       | 2 (2+0)  |
| 6.                                                                        | Don McKenzie · Egyesült Államok (USA)     | 2 (1+1) | 0       | 0       | 2 (1+1)  |
| 6.                                                                        | Mike Burton · Egyesült Államok (USA)      | 2 (2+0) | 0       | 0       | 2 (2+0)  |
| 10.                                                                       | John Nelson · Egyesült Államok (USA)      | 1 (0+1) | 1 (1+0) | 1 (1+0) | 3 (2+1)  |
| 11.                                                                       | Don Schollander · Egyesült Államok (USA)  | 1 (0+1) | 1 (1+0) | 0       | 2 (1+1)  |
|                                                                           |                                           |         |         |         |          |
| 12.                                                                       | Vlagyimir Koszinszkij · Szovjetunió (URS) | 0       | 2 (2+0) | 1 (0+1) | 3 (2+1)  |
| 13.                                                                       | Georgijs Kuļikovs · Szovjetunió (URS)     | 0       | 1 (0+1) | 2 (0+2) | 3 (0+3)  |
| 13.                                                                       | Leonyid Iljicsov · Szovjetunió (URS)      | 0       | 1 (0+1) | 2 (0+2) | 3 (0+3)  |
| 15.                                                                       | Greg Rogers · Ausztrália (AUS)            | 0       | 1 (0+1) | 1 (0+1) | 2 (0+2)  |
| 15.                                                                       | Bob Windle · Ausztrália (AUS)             | 0       | 1 (0+1) | 1 (0+1) | 2 (0+2)  |
| 15.                                                                       | Szemjon Belic-Gejman · Szovjetunió (URS)  | 0       | 1 (0+1) | 1 (0+1) | 2 (0+2)  |
|                                                                           |                                           |         |         |         |          |
| 18.                                                                       | John Ferris · Egyesült Államok (USA)      | 0       | 0       | 2 (2+0) | 2 (2+0)  |

### Érmesek
- WR – világrekord
- OR – olimpiai rekord

| Az 1968. évi nyári olimpiai játékok érmesei férfi úszásban | |            | |         | |         |
| Versenyszám                                                | Arany | Arany      | Ezüst | Ezüst   | Bronz | Bronz   |
| 100 m gyors                                                | Michael Wenden · Ausztrália (AUS) | 52,2 WR    | Kenneth Walsh · Egyesült Államok (USA)                                                                             | 52,8    | Mark Spitz · Egyesült Államok (USA) | 53,0    |
| 200 m gyors                                                | Michael Wenden · Ausztrália (AUS) | 1:55,2 OR  | Don Schollander · Egyesült Államok (USA)                                                                           | 1:55,8  | John Nelson · Egyesült Államok (USA) | 1:58,1  |
| 400 m gyors                                                | Mike Burton · Egyesült Államok (USA) | 4:09,0 OR  | Ralph Hutton · Kanada (CAN)                                                                                        | 4:11,7  | Alain Mosconi · Franciaország (FRA) | 4:13,3  |
| 1500 m gyors                                               | Mike Burton · Egyesült Államok (USA) | 16:38,9 OR | John Kinsella · Egyesült Államok (USA)                                                                             | 16:57,3 | Greg Brough · Ausztrália (AUS) | 17:04,7 |
| 100 m hát                                                  | Roland Matthes · NDK (GDR) | 58,7 OR    | Charles Hickcox · Egyesült Államok (USA)                                                                           | 1:00,2  | Ronald Mills · Egyesült Államok (USA) | 1:00,5  |
| 200 m hát                                                  | Roland Matthes · NDK (GDR) | 2:09,6 OR  | Mitchell Ivey · Egyesült Államok (USA)                                                                             | 2:10,6  | Jack Horsley · Egyesült Államok (USA) | 2:10,9  |
| 100 m mell                                                 | Don McKenzie · Egyesült Államok (USA) | 1:07,7 OR  | Vlagyimir Koszinszkij · Szovjetunió (URS)                                                                          | 1:08,0  | Nyikolaj Pankin · Szovjetunió (URS) | 1:08,0  |
| 200 m mell                                                 | Felipe Muñoz · Mexikó (MEX) | 2:28,7     | Vlagyimir Koszinszkij · Szovjetunió (URS)                                                                          | 2:29,2  | Brian Job · Egyesült Államok (USA) | 2:29,9  |
| 100 m pillangó                                             | Douglas Russell · Egyesült Államok (USA) | 55,9 OR    | Mark Spitz · Egyesült Államok (USA)                                                                                | 56,4    | Ross Wales · Egyesült Államok (USA) | 57,2    |
| 200 m pillangó                                             | Carl Robie · Egyesült Államok (USA) | 2:08,7     | Martyn Woodroffe · Nagy-Britannia (GBR)                                                                            | 2:09,0  | John Ferris · Egyesült Államok (USA) | 2:09,3  |
| 200 m vegyes                                               | Charles Hickcox · Egyesült Államok (USA) | 2:12,0 OR  | Gregory Buckingham · Egyesült Államok (USA)                                                                        | 2:13,0  | John Ferris · Egyesült Államok (USA) | 2:13,3  |
| 400 m vegyes                                               | Charles Hickcox · Egyesült Államok (USA) | 4:48,4     | Gary Hall · Egyesült Államok (USA)                                                                                 | 4:48,7  | Michael Holthaus · NSZK (FRG) | 4:51,4  |
| 4 × 100 m gyorsváltó                                       | Egyesült Államok (USA) · Zachary Zorn · Stephen Rerych · Kenneth Walsh · Mark Spitz · David Johnson* · William Johnson* · Don Schollander* · Michael Wall*       | 3:31,7 WR  | Szovjetunió (URS) · Georgijs Kuļikovs · Viktor Mazanov · Szemjon Belic-Gejman · Leonyid Iljicsov · Szergej Guszev* | 3:34,2  | Ausztrália (AUS) · Greg Rogers · Robert Cusack · Bob Windle · Michael Wenden                                                                                                 | 3:34,7  |
| 4 × 200 m gyorsváltó                                       | Egyesült Államok (USA) · John Nelson · Stephen Rerych · Mark Spitz · Don Schollander · William Johnson* · David Johnson* · Andrew Strenk* · Michael Wall*        | 7:52,3     | Ausztrália (AUS) · Greg Rogers · Graham White · Bob Windle · Michael Wenden                                        | 7:53,7  | Szovjetunió (URS) · Vlagyimir Bure · Szemjon Belic-Gejman · Georgijs Kuļikovs · Leonyid Iljicsov                                                                             | 8:01,6  |
| 4 × 100 m vegyes váltó                                     | Egyesült Államok (USA) · Charles Hickcox · Don McKenzie · Douglas Russell · Kenneth Walsh · Chester Jastremski* · Ronald Mills* · Carl Robie* · Don Schollander* | 3:54,9 WR  | NDK (GDR) · Roland Matthes · Egon Henninger · Horst-Günter Gregor · Frank Wiegand                                  | 3:57,5  | Szovjetunió (URS) · Jurij Gromak · Vlagyimir Nyemsilov · Vlagyimir Koszinszkij · Leonyid Iljicsov · Szergej Guszev* · Viktor Mazanov* · Nyikolaj Pankin* · Jurij Szuzdalcev* | 4:00,7  |

* - a versenyző csak az előfutamban vett részt, így nem kapott érmet

## Női
Női úszásban tizennégy – tizenkét egyéni és két váltó – versenyszámot írtak ki.

### Éremtáblázat
| Az 1968. évi nyári olimpiai játékok éremtáblázata női úszásban | Az 1968. évi nyári olimpiai játékok éremtáblázata női úszásban | Az 1968. évi nyári olimpiai játékok éremtáblázata női úszásban | Az 1968. évi nyári olimpiai játékok éremtáblázata női úszásban | Az 1968. évi nyári olimpiai játékok éremtáblázata női úszásban | Olimpia  |
| -------------------------------------------------------------- | -------------------------------------------------------------- | -------------------------------------------------------------- | -------------------------------------------------------------- | -------------------------------------------------------------- | -------- |
|                                                                | Ország                                                         | Arany                                                          | Ezüst                                                          | Bronz                                                          | Összesen |
| 1.                                                             | Egyesült Államok (USA)                                         | 11                                                             | 7                                                              | 8                                                              | 26       |
| 2.                                                             | Ausztrália (AUS)                                               | 1                                                              | 1                                                              | 1                                                              | 3        |
| 3.                                                             | Jugoszlávia (YUG)                                              | 1                                                              | 1                                                              | 0                                                              | 2        |
| 4.                                                             | Hollandia (NED)                                                | 1                                                              | 0                                                              | 0                                                              | 1        |
|                                                                |                                                                |                                                                |                                                                |                                                                |          |
| 5.                                                             | Kanada (CAN)                                                   | 0                                                              | 2                                                              | 1                                                              | 3        |
| 5.                                                             | NDK (GDR)                                                      | 0                                                              | 2                                                              | 1                                                              | 3        |
| 7.                                                             | Szovjetunió (URS)                                              | 0                                                              | 1                                                              | 1                                                              | 2        |
|                                                                |                                                                |                                                                |                                                                |                                                                |          |
| 8.                                                             | Mexikó (MEX)                                                   | 0                                                              | 0                                                              | 1                                                              | 1        |
| 8.                                                             | NSZK (FRG)                                                     | 0                                                              | 0                                                              | 1                                                              | 1        |
|                                                                |                                                                |                                                                |                                                                |                                                                |          |
| Összesen                                                       | Összesen                                                       | 14                                                             | 14                                                             | 14                                                             | 42       |

### Érmesek
| Az 1968. évi nyári olimpiai játékok érmesei női úszásban | |           | |        |                                                                                        |        |
| Versenyszám                                              | Arany | Arany     | Ezüst                                                                                                | Ezüst  | Bronz                                                                                  | Bronz  |
| 100 m gyors                                              | Jan Henne · Egyesült Államok (USA) | 1:00,0    | Susan Pedersen · Egyesült Államok (USA)                                                              | 1:00,3 | Linda Gustavson · Egyesült Államok (USA)                                               | 1:00,3 |
| 200 m gyors                                              | Debbie Meyer · Egyesült Államok (USA) | 2:10,5 OR | Jan Henne · Egyesült Államok (USA)                                                                   | 2:11,0 | Jane Barkman · Egyesült Államok (USA)                                                  | 2:11,2 |
| 400 m gyors                                              | Debbie Meyer · Egyesült Államok (USA) | 4:31,8 OR | Linda Gustavson · Egyesült Államok (USA)                                                             | 4:35,5 | Karen Moras · Ausztrália (AUS)                                                         | 4:37,0 |
| 800 m gyors                                              | Debbie Meyer · Egyesült Államok (USA) | 9:24,0 OR | Pamela Kruse · Egyesült Államok (USA)                                                                | 9:35,7 | María Teresa Ramírez · Mexikó (MEX)                                                    | 9:38,5 |
| 100 m hát                                                | Kaye Hall · Egyesült Államok (USA) | 1:06,2 WR | Elaine Tanner · Kanada (CAN)                                                                         | 1:06,7 | Jane Swagerty · Egyesült Államok (USA)                                                 | 1:08,1 |
| 200 m hát                                                | Lillian Watson · Egyesült Államok (USA) | 2:24,8 OR | Elaine Tanner · Kanada (CAN)                                                                         | 2:27,4 | Kaye Hall · Egyesült Államok (USA)                                                     | 2:28,9 |
| 100 m mell                                               | Đurđica Bjedov · Jugoszlávia (YUG) | 1:15,8 OR | Galina Prozumenscsikova · Szovjetunió (URS)                                                          | 1:15,9 | Sharon Wichman · Egyesült Államok (USA)                                                | 1:16,1 |
| 200 m mell                                               | Sharon Wichman · Egyesült Államok (USA) | 2:44,4 OR | Đurđica Bjedov · Jugoszlávia (YUG)                                                                   | 2:46,4 | Galina Prozumenscsikova · Szovjetunió (URS)                                            | 2:47,0 |
| 100 m pillangó                                           | Lyn McClements · Ausztrália (AUS) | 1:05,5    | Ellie Daniel · Egyesült Államok (USA)                                                                | 1:05,8 | Susan Shields · Egyesült Államok (USA)                                                 | 1:06,2 |
| 200 m pillangó                                           | Ada Kok · Hollandia (NED) | 2:24,7 OR | Helga Lindner · NDK (GDR)                                                                            | 2:24,8 | Ellie Daniel · Egyesült Államok (USA)                                                  | 2:25,9 |
| 200 m vegyes                                             | Claudia Kolb · Egyesült Államok (USA) | 2:24,7 OR | Susan Pedersen · Egyesült Államok (USA)                                                              | 2:28,8 | Jane Henne · Egyesült Államok (USA)                                                    | 2:31,4 |
| 400 m vegyes                                             | Claudia Kolb · Egyesült Államok (USA) | 5:08,5 OR | Lynn Vidali · Egyesült Államok (USA)                                                                 | 5:22,2 | Sabine Steinbach · NDK (GDR)                                                           | 5:25,3 |
| 4×100 m gyorsváltó                                       | Egyesült Államok (USA) · Jane Barkman · Linda Gustavson · Susan Pedersen · Jan Henne                                                                 | 4:02,5 OR | NDK (GDR) · Gabriele Wetzko · Roswitha Krause · Uta Schmuck · Martina Grunert · Gabriele Perthes*    | 4:05,7 | Kanada (CAN) · Angela Coughlan · Marilyn Corson · Elaine Tanner · Marion Lay           | 4:07,2 |
| 4×100 m vegyes váltó                                     | Egyesült Államok (USA) · Kaye Hall · Catherine Ball · Ellie Daniel · Susan Pedersen · Jane Henne* · Susanne Jones* · Susan Shields* · Jane Swagerty* | 4:28,3 OR | Ausztrália (AUS) · Lynne Watson · Judy Playfair · Lyn McClements · Janette Steinbeck · Lynette Bell* | 4:30,0 | NSZK (FRG) · Angelika Kraus · Uta Frommater · Heike Hustede-Nagel · Heidemarie Reineck | 4:36,4 |

## Magyar részvétel
Az olimpián hét férfi és hat női úszó képviselte Magyarországot, akik összesen három ötödik helyezést értek el, és ezzel hat olimpiai pontot szereztek. Ez két ponttal több, mint az előző, 1960. évi olimpián elért eredmény.
A magyar úszók a következő versenyszámokban indultak (zárójelben az elért helyezés, illetve időeredmény):
| Magyar részvétel az 1968. évi nyári olimpiai játékok úszóversenyein |                                                                      |                                                                           |
| versenyszám                                                         | férfi úszás                                                          | női úszás                                                                 |
| 100 m gyors                                                         | Csatlós Csaba (56,6) Kucsera Gábor (55,0)                            | Kovács Edit (1:03,7) Patoh Magda (1:03,8) Turóczy Judit (8. – 1:01,6)     |
| 200 m gyors                                                         | Borlói Mátyás (1:01,9) Csatlós Csaba (2:10,0) Kucsera Gábor (2:12,8) |                                                                           |
| 400 m gyors                                                         | Borlói Mátyás (4:35,4) Csatlós Csaba (4:47,6)                        |                                                                           |
| 100 m hát                                                           | Cseh László (1:04,6)                                                 | Balla Mária (1:11,9) Baranyi Judit (1:16,0) Gyarmati Andrea (5. – 1:09,1) |
| 200 m hát                                                           | Borlói Mátyás (2:17,9)                                               |                                                                           |
| 100 m mell                                                          | Szabó Sándor (1:11,1)                                                | Egerváry Márta (1:22,6)                                                   |
| 100 m pillangó                                                      | Szentirmay István (1:01,0)                                           | Gyarmati Andrea (5. – 1:06,8)                                             |
| 200 m vegyes                                                        | Lázár Péter (8. – 2:18,3) Szentirmay István (2:21,0)                 | Egerváry Márta (2:40,7) Turóczy Judit (2:28,8)                            |
| 400 m vegyes                                                        | Lázár Péter (5:10,6)                                                 |                                                                           |
| 4×100 m gyorsváltó                                                  | (3:43,4) Csatlós Csaba Kucsera Gábor Lázár Péter Szentirmay István   | (5. – 4:11,0) Gyarmati Andrea Kovács Edit Patoh Magda Turóczy Judit       |
| 4×100 m vegyes váltó                                                | (4:08,8) Cseh László Kucsera Gábor Szabó Sándor Szentirmay István    | (8. – 4:42,9) Balla Mária Gyarmati Andrea Kovács Edit Turóczy Judit       |